# Fulqueri de Chartres
 Fulqueri de Chartres  (* Chartres, 1059) va ser un cronista de la Primera Croada.
El seu nomenament com a capellà de Balduí de Boulogne el 1097 suggereix que tenia formació de clergue, possiblement a l'escola de Chartres. Encara que, segurament no era membre del capítol de la catedral, perquè no apareix en els llistats d'aquesta.
Els detalls que dona en la seva història sobre el concili de Clermont suggereixen que va estar present en el mateix, o potser algú a qui coneixia, com el bisbe Ivo de Chartres. Fulqueri va formar part de l'expedició del comte Esteve de Blois i Robert de Normandia, que va viatjar pel sud de França i Itàlia el 1096, passant a l'Imperi Romà d'Orient des de Bari. Van arribar a Constantinoble el 1097, on es van unir als altres exèrcits de la Primera Croada. Va viatjar per Àsia Menor fins Marash, poc abans de l'arribada de l'exèrcit a Antioquia en 1097, on va ser nomenat capellà de Balduí de Boulogne. Va seguir al seu nou senyor quan aquest es va separar del cos principal camí d'Edessa, on Balduí va fundar el comtat d'Edessa.
Després del lloc i presa de Jerusalem el 1099, Fulqueri i Balduí van viatjar a la ciutat per complir el seu vot de peregrinació. Quan Balduí va passar a ser rei de Jerusalem el 1100, Folquer es va traslladar amb ell a la capital i va seguir sent el seu capellà fins a 1115. Després d'aquesta data, va ser canonge de l'església del Sant Sepulcre i probablement responsable de les relíquies allà conservades. Va morir possiblement a la primavera de 1127.
Com molt aviat, va començar la seva crònica cap a la fi de la tardor de 1100, però no més tard de la primavera de 1101, en una versió que no ens ha arribat, però que va passar a Europa durant la seva vida. Aquesta versió la va acabar cap al 1106 i és la font de Gilbert de Nogent. Entre les seves fonts es compten la  Història Francorum  de Ramon de Aguilers i la  Gesta Francorum , per a aquells assumptes dels que no va ser testimoni presencial.
Va dividir la seva crònica en tres llibres: El primer descriu des de la preparació de la Primera Croada a Clermont el 1095 fins a la presa de Jerusalem i l'establiment del regne per Jofré de Bouillon. El segon (escrit h. 1109-1115), els fets de Balduí I I el tercer (escrit h. 1118-1127), la vida de Balduí II fins a 1127, quan va tenir lloc una pesta a la ciutat, en què aparentment va morir el proie Folquer.
La seva obra va ser molt utilitzada per altres cronistes posterirs. Guillem de Tir i Guillem de Malmesbury la van fer servir com a font. Ha estat publicada al  Recueil des historiens des Croisades  i en la patrologia Llatina. Hi ha una edició crítica de la versió llatina publicada per Heinrich Hagenmeyer el 1913.